# Leichtathletik-Weltmeisterschaften der Behinderten 2011/Teilnehmer (Fidschi)
| stlisierte Goldmedaille | stlisierte Silbermedaille | stlisierte Bronzemedaille |
| ----------------------- | ------------------------- | ------------------------- |
| —                       | 1                         | —                         |

Aus Fidschi waren eine Athletin und ein Athlet bei den Leichtathletik-Weltmeisterschaften der Behinderten 2011 vertreten, die eine Silbermedaille errangen.

## Ergebnisse

### Frauen
| Athleten           | Wettbewerb | Vorlauf / Vorkampf | Vorlauf / Vorkampf | Halbfinale   | Halbfinale | Finale             | Finale             |    |
| Athleten           | Wettbewerb | Zeit / Weite       | Rang               | Zeit / Weite | Rang       | Zeit / Weite       | Rang               |    |
| ------------------ | ---------- | ------------------ | ------------------ | ------------ | ---------- | ------------------ | ------------------ | -- |
| Luisiana Rogoimuri | 17,63 s    | 6                  | 100 m T36          | –            | –          | nicht qualifiziert | 12                 |    |
| Luisiana Rogoimuri | 200 m T36  | 38,23 s AR         | 5                  | 100 m T36    | –          | –                  | nicht qualifiziert | 11 |

### Männer
| Athleten      | Wettbewerb     | Vorlauf / Vorkampf | Vorlauf / Vorkampf | Halbfinale   | Halbfinale | Finale       | Finale |
| Athleten      | Wettbewerb     | Zeit / Weite       | Rang               | Zeit / Weite | Rang       | Zeit / Weite | Rang   |
| ------------- | -------------- | ------------------ | ------------------ | ------------ | ---------- | ------------ | ------ |
| Lliesa Delana | Hochsprung F42 | –                  | –                  | –            | –          | 1,73 m AR    |        |